# Pavol Balgavý
Pavol Balgavý (* 16. června 1944 Malé Leváre) je slovenský a československý vědec, biofyzik, vysokoškolský učitel, bývalý politik za hnutí Verejnosť proti násiliu a poslanec Sněmovny lidu Federálního shromáždění po sametové revoluci.

## Biografie
V letech 1961–1963 vystudoval matematiku a fyziku na Přírodovědecké fakultě Univerzity Komenského v Bratislavě a v letech 1963–1968 Fyzikální fakultu na Lomonosovově univerzitě v Moskvě. Pracoval pak v oddělení molekulární genetiky, v Biologickém ústavu a Ústavu experimentální onkologie Slovenské akademie věd. Od roku 1974 přednášel na Farmaceutické fakultě Univerzity Komenského. Na této univerzitě v roce 1995 obhájil habilitační práci z biofyziky a roku 2002 byl jmenován profesorem fyziky. Na Farmaceutické fakultě Univerzity Komenského založil laboratoř biofyziky. Publikoval přes 170 odborných studií a článků.
V lednu 1990 usedl v rámci procesu kooptací do Federálního shromáždění po sametové revoluci jako bezpartijní poslanec do Sněmovny lidu (volební obvod č. 153 – Senica, Západoslovenský kraj). Mandát obhájil ve svobodných volbách roku 1990, nyní již jako poslanec hnutí VPN za Západoslovenský kraj. Ve Federálním shromáždění setrval do ledna 1991, kdy rezignoval na svůj post.